# CHOICE IS YOURS
「CHOICE IS YOURS」是AAA的第4枚迷你專輯。於2008年6月18日發行。唱片公司為avex trax。

## 概要
- 與上一張專輯「ATTACK ALL AROUND」相距約4個月。與上一張迷你專輯「alohAAA!」相距約1年3個月。
- 「CHOICE IS YOURS」是由男子組成員擔任主唱，女子組成員並沒有參與其中。
- 此作收錄了2007年開始配信的4首曲目「Crash」、「Hasta la vista ～再見～」、「BET」和「我所驚覺的任性自由」和新曲「ZAPPER」、「Crying Freeman」，共6首曲目。
- 本作分「CD+DVD（Music Clip）」、「CD+DVD（LIVE DVD）」和「CD ONLY」3種版本
- 「CD+DVD（Music Clip）」收錄了歌曲「Crash」的PV和PV Making；而「CD+DVD（Live DVD）」收錄了男子組成員的迷你演唱會「Winter Special Live? 男だけだと、こうなりました!?」
- 在6月30日於公信榜專輯週排行榜取得第10位

## 收錄內容

### CD
1. Crash
2. Hasta la vista ～再見～（Hasta la vista 〜アスタ・ラ・ビスタ〜）
3. ZAPPER
末吉秀太主唱
4. Crying Freeman
與真司郎主唱
5. BET
6. 我所驚覺的任性自由（あきれるくらいわがままな自由）

### DVD (Music Clip)
1. Crash （Music Clip）
2. Crash （Off Shot）

### DVD (LIVE DVD)
1. Hasta la vista ～再見～
2. 刀魂男孩
3. Crash
4. 我所驚覺的任性自由
5. 口香糖
6. 最強Babe (Chibikko AAA version)
7. Get 啾! (acoustic version)
8. Bomb A Head!
9. 最強Babe

-ENCORE-
1. No End Summer
2. BET
3. Winter lander!! (AAA men's version)